# Josephine Tey
Pour les articles homonymes, voir Tey.
Œuvres principales
- Jeune et innocent (1936)
- La Fille du temps (1951)

Josephine Tey est l'un des noms de plume d’Elizabeth Mackintosh, née à Inverness, (Écosse) le 25 juillet 1896 et morte à Londres, le 13 février 1952, romancière et dramaturge britannique connue pour ses romans policiers. Elle emploie aussi le pseudonyme Gordon Daviot.

## Biographie
Née à Inverness, elle étudie à Birmingham et devient enseignante d'éducation physique.  Elle commence à écrire lorsqu'elle est forcée d'abandonner son travail pour s'occuper de son père invalide.  En marge de l'écriture, elle se passionne pour la pêche à la ligne, les courses de chevaux, les randonnées à la campagne et le cinéma qu'elle préféra toujours au théâtre, même si elle écrivit pour la scène et jamais pour l'écran.
Dans six romans policiers publiés sous le pseudonyme de Josephine Tey apparaît son héros récurrent, l'inspecteur de Scotland Yard Alan Grant. La Fille du temps, sa plus célèbre enquête, voit Grant, cloué sur son lit d'hôpital, qui fait rechercher par ses amis des ouvrages et des documents d'époque afin de résoudre un mystère historique : le roi Richard III d'Angleterre a-t-il assassiné ses neveux, les princes Édouard V d'Angleterre et Richard de Shrewsbury ?
Sous le pseudonyme de Gordon Daviot, Elizabeth Mackintosh fait paraître une douzaine de pièces en un acte et quelques pièces plus longues, mais seules quatre d'entre elles furent jouées de son vivant. Richard of Bordeaux, qui traite de la passion de Richard II d'Angleterre pour son secrétaire John Maudyl, connut un grand succès dans le West End de Londres.  John Gielgud y interprétait le rôle-titre et devint à partir de ce moment un acteur très en vue. Par la suite, il entretint une longue amitié avec l'auteur.
Après sa mort, les droits d'auteurs de Elizabeth Mackintosh furent reversés au National Trust.  
Quelques pièces de théâtre et un roman historique, The Privateer, sur le boucanier Henry Morgan furent publiés de manière posthume, tout comme Un cadavre sur le sable, la dernière aventure de l'inspecteur Grant.

## Œuvre

### Romans signés Josephine Tey

#### SérieAlan Grant
- The Man in the Queue ou Killer in the Crowd (1929) Publié en français sous le titre Le Monogramme de perles, Paris, Plon, coll. « Aventures » no 23, 1932 (signé Gordon Daviot) ; réédition signée Josephine Tey dans une traduction revue et corrigée, Paris, Librairie des Champs-Élysées, coll. « Le Masque » no 2179, 1994  (ISBN 2-7024-2480-5) ; réédition dans une traduction revue et corrigée par Carole Hanna, Paris, 10/18, coll. « Grands Détectives » no 4773, 2013  (ISBN 978-2-264-06059-4)
- A Shilling for Candles (1936) Publié en français sous le titre Le Maillot vert, Paris, Librairie des Champs-Élysées, coll. « Le Masque » no 522, 1955 Publié en français dans une traduction intégrale sous le titre Jeune et innocent, Paris, Librairie des Champs-Élysées, coll. « Le Masque » no 2094, 1992  (ISBN 2-7024-2291-8) ; réédition dans une traduction revue et corrigée par Natalie Beunat, Paris, 10/18, coll. « Grands Détectives » no 4772, 2014  (ISBN 978-2-264-06058-7)
- The Franchise Affair (1948) Publié en français sous le titre Elle n'en pense pas un mot, Genève, Ditis, coll. « Détective-club. Suisse » no 51, 1949 ; réédition, Paris, Ditis, coll. « Détective-club France » no 20, 1949 ; réédition, Paris, J'ai lu, coll. « Policier » no 35, 1965 ; réédition, Paris, Librairie des Champs-Élysées, coll. « Le Masque » no 1743, 1984  (ISBN 2-7024-1497-4) ; réédition dans une traduction revue et corrigée par Natalie Beunat, Paris, 10/18, coll. « Grands Détectives » no 4995, 2015  (ISBN 978-2-264-06061-7)
- To Love and Be Wise (1950) Publié en français sous le titre Le Plus Beau des Anges, Paris, Julliard, coll. « P.J. », 1970 ; réédition, Paris, Rivages, coll. « Rivages/Mystère » no 7, 1988  (ISBN 2-86930-187-1) ; réédition, Paris, Payot & Rivages, coll. « Rivages/Noir » no 546, 2005  (ISBN 2-86930-187-1)
- The Daughter of Time (1951) Publié en français sous le titre La Fille du temps, Paris, Julliard, coll. « P.J. », 1969 ; réédition, Paris, 10/18, coll. « Grands Détectives » no 1559, 1983  (ISBN 2-264-00501-7) [rééd. 2003  (ISBN 2-264-03617-6) et 2013]
- The Singing Sands (1952) Publié en français sous le titre Un cadavre sur le sable, Paris, Librairie des Champs-Élysées, coll. « Le Masque » no 2345, 1997  (ISBN 2-7024-2815-0)

#### Autres romans
- Miss Pym Disposes (1946) Publié en français sous le titre Le Grand Départ de Miss Pym, Paris, Librairie des Champs-Élysées, coll. « Le Masque » no 2301, 1996  (ISBN 2-264-00501-7)
- Brat Farrar ou Come and Kill Me (1949) Publié en français sous le titre En trompe-l'œil, Paris, Gallimard, coll. « Panique » no 13, 1963 ; réédition, Paris, Librairie des Champs-Élysées, coll. « Le Masque » no 2137, 1993  (ISBN 2-7024-2365-5) Publié en français dans une traduction tronquée[réf. nécessaire] sous le titre Retour au bercail, Paris, Éditions Mondiales, coll. « Intimité » no 398, 1979

### Ouvrages signés Gordon Daviot
- Kif, an Unvarnished History (1929) - roman historique
- Youthful Folly (1931) - théâtre
- The Tarnished Halo (1931) - roman
- Richard of Bordeaux (1932) - théâtre
- The Laughing Woman (1934) - théâtre
- Queen of Scots (1934) - théâtre
- Claverhouse (1937) - biographie
- The Stars Bow Down (1939) - théâtre
- The Pen of My Aunt (1946) radio-théâtre
- Leith Sands (1946) - radio-théâtre
- The Balwhinnie Bomb (1946) - radio-théâtre
- The Little Dry Thorn (1947) - théâtre
- Valerius (1948) - théâtre
- The Privateer (1952) - roman historique
- Dickon (1955) - théâtre
- Sweet Coz (1956) - théâtre

## Prix et distinctions
- 1969 : Grand prix de littérature policière, roman étranger, pour La Fille du temps[1]
- 1990 : Meilleur roman policier de tous les temps selon la Crime Writers' Association, fondée par John Creasey, pour La Fille du temps[2]
- 1990 : 11e rang sur la liste des meilleurs romans policiers de tous les temps selon la Crime Writers' Association pour Elle n'en pense pas un mot[2]
- 1995 : 4e rang sur la liste des meilleurs romans policiers de tous les temps selon le Mystery Writers of America pour La Fille du temps[3]
- 1995 : 81e rang sur la liste des meilleurs romans policiers de tous les temps selon le Mystery Writers of America pour Elle n'en pense pas un mot[3]

## Adaptations de son œuvre

### Au cinéma
- 1934 : Youthful Folly (en), film britannique réalisé par Miles Mander, d'après la pièce de théâtre éponyme signée Gordon Daviot
- 1937 : Jeune et Innocent (Young and Innocent), film britannique réalisé par Alfred Hitchcock, d'après le roman A Shilling for Candles, avec Nova Pilbeam, Derrick De Marney et Percy Marmont
- 1951 : The Franchise Affair (en), film britannique réalisé par Lawrence Huntington, d'après le roman homonyme
- 1963 : Paranoiac, film britannique réalisé par Freddie Francis, d'après le roman En trompe-l'œil (Brat Farrar), avec Oliver Reed

### À la télévision
- 1955 : Richard of Bordeaux, téléfilm britannique réalisé par Victor Menzies, d'après la pièce éponyme, avec Peter Cushing
- 1957 : The Clouded Image, épisode 9, saison 2 de la série télévisée américaine Playhouse 90, réalisé par Franklin J. Schaffner, d'après un récit de Josephine Tey, avec Judith Anderson, Farley Granger et Vincent Price
- 1986 : Brat Farrar, mini-série britannique de 6 épisodes réalisés par Leonard Lewis, d'après le roman éponyme, avec Mark Greenstreet
- 1988 : The Franchise Affair, mini-série britannique de 6 épisodes réalisés par Leonard Lewis, d'après le roman éponyme, avec Patrick Malahide et Rosalie Crutchley

## Postérité
La romancière britannique Nicola Upson a entrepris une série policière ayant Josephine Tey comme personnage principal.  Les titres de la série sont les suivants :
- An Expert in Murder Publié en français sous le titre Crimes à l'affiche, traduit par Pascale Haas, Paris, 10/18, coll. « Grands détectives » no 4201, 2009  (ISBN 978-2-264-04828-8)
- Angel With Two Faces (2009) Publié en français sous le titre L'Ange à deux visages, traduit par Pascale Haas, Paris, 10/18, coll. « Grands détectives » no 4349, 2010  (ISBN 978-2-264-05001-4)
- Two for Sorrow (2010) Publié en français sous le titre Au clair de la mort, traduit par Pascale Haas, Paris, 10/18, coll. « Grands détectives » no 4518, 2012  (ISBN 978-2-264-05604-7)
- Fear in the Sunlight (2012) Publié en français sous le titre Week-end à Portmeirion, traduit par Pascale Haas, Paris, 10/18, coll. « Grands détectives » no 4748, 2013  (ISBN 978-2-264-06062-4)
- The Death of Lucy Kyte (2013)
- London Rain (2015)
- Nine Lessons (2017)
- Sorry for the Dead (2019)
- The Dead of Winter (2020)

## Sources
- Jacques Baudou et Jean-Jacques Schleret, Le Vrai Visage du Masque, vol. 1, Paris, Futuropolis, 1984, 476 p. (OCLC 311506692), p. 429.
- Anne Martinetti, "Le Masque" : histoire d'une collection, Amiens, Encrage, coll. « Références » (no 3), 1997, 143 p. (ISBN 978-2-906389-82-3), p. 96.
- Claude Mesplède (dir.), Dictionnaire des littératures policières, vol. 2 : J - Z, Nantes, Joseph K, coll. « Temps noir », 2007, 1086 p. (ISBN 978-2-910686-45-1, OCLC 315873361), p. 869.